# Michael Zimmermann (Buddhologe)
Michael Zimmermann (* 7. Januar 1966) ist ein deutscher Buddhologe.

## Leben
Er studierte klassische Indologie, Tibetologie und Japanologie in Kyoto, Tokyo und an der Universität Hamburg (Magisterarbeit: The Nine Illustrations of the Buddha-Nature in the Tathagatagarbhasutra) und promovierte 2000 mit einer Arbeit zum Ursprung der Lehre von der Buddhanatur in Indien. Er arbeitete für das Nepalese-German Manuscript Preservation Project der Deutschen Forschungsgemeinschaft in Hamburg und Kathmandu, wo er von 2002 bis 2003 auch das Nepal Research Center leitete. Nach vier Jahren als Assistant Professor im Department of Religious Studies der Universität Stanford und als Direktor des Stanford Center for Buddhist Studies wurde er im Jahre 2007 als Professor für indischen Buddhismus ans Asien-Afrika-Institut in Hamburg berufen.
Seine Forschungsinteressen sind indische Mahayana-Buddhismus in all seinen Ausdrucksformen (textgeschichtliche Erforschung basierend auf den kanonischen Überlieferungssprachen in Indien, Tibet und China), buddhistische Ethik wie z. B. dem Verhältnis des Buddhismus zu Staatsführung und Gewalt und moderne Entwicklungen in asiatischen und westlichen Formen des Buddhismus.

## Werke (Auswahl)
- A Buddha within. Rhe Tathāgatagarbhasūtra. The earliest exposition of the Buddha-nature teaching in India (= Bibliotheca philologica et philosophica Buddhica. Band 6). The International Research Institute for Advanced Buddhology, Soka University, Tokyo 2002, ISBN 4-9980622-5-5 (zugleich Dissertation, Hamburg 2000).
- Herausgeber: Buddhism and violence (= LIRI seminar proceedings series. Band 2). Lumbini International Research Institute, Lumbini 2006, ISBN 99946-933-1-X.
- Herausgeber mit Carola Roloff und Wolfram Weiße: Buddhismus im Westen. Ein Dialog zwischen Religion und Wissenschaft (= Religionen im Dialog. Eine Schriftenreihe des Interdisziplinären Zentrums Weltreligionen im Dialog der Universität Hamburg. Band 6). Waxmann, Münster 2011, ISBN 3-8309-2555-7.
- Herausgeber mit Christof Spitz und Stefan Schmidt: Achtsamkeit. Ein buddhistisches Konzept erobert die Wissenschaft. Huber, Bern 2012, ISBN 3-456-85154-5.